# Nakhon Pathom (stad)
Nakhon Pathom (Thais: นครปฐม , vroeger: Nakhon Chaisi) is een stad in Centraal-Thailand. Nakhon Pathom is hoofdstad van de provincie Nakhon Pathom en het district Nakhon Pathom. Het stadsdistrict telde in 2010 bij de volkstelling 269.208 inwoners. Nakhon Pathom ligt ongeveer 50 kilometer ten westen van de hoofdstad Bangkok en is onderdeel van diens agglomeratie.

In Nakhon Pathom staat de grootste pagode Wat Phra Pathom Chedi van Thailand. De Chedi steekt boven de stad uit is daardoor van de hoofdweg te zien. De Chedi is 127 meter hoog. Het markeert de plek waar men aanneemt dat het boeddhisme voor het eerst onderwezen werd in Thailand. De Chedi is bekleed met bruine tegels en lijkt op een schoolbel. De Chedi is in 1860 gebouwd door koning Mongkut (Rama IV) en wordt bezocht door veel toeristen die een toertocht naar de Rosegarden, Bridge over The River Kwai en de Floating Markts (Damnoen Saduak) maken. In Nakhom Pathom kan men ook het Sanam Chandra Palace park bezoeken, een combinatie van park en openluchtmuseum met koninklijke paleizen uit verschillende periode op een terrein. 

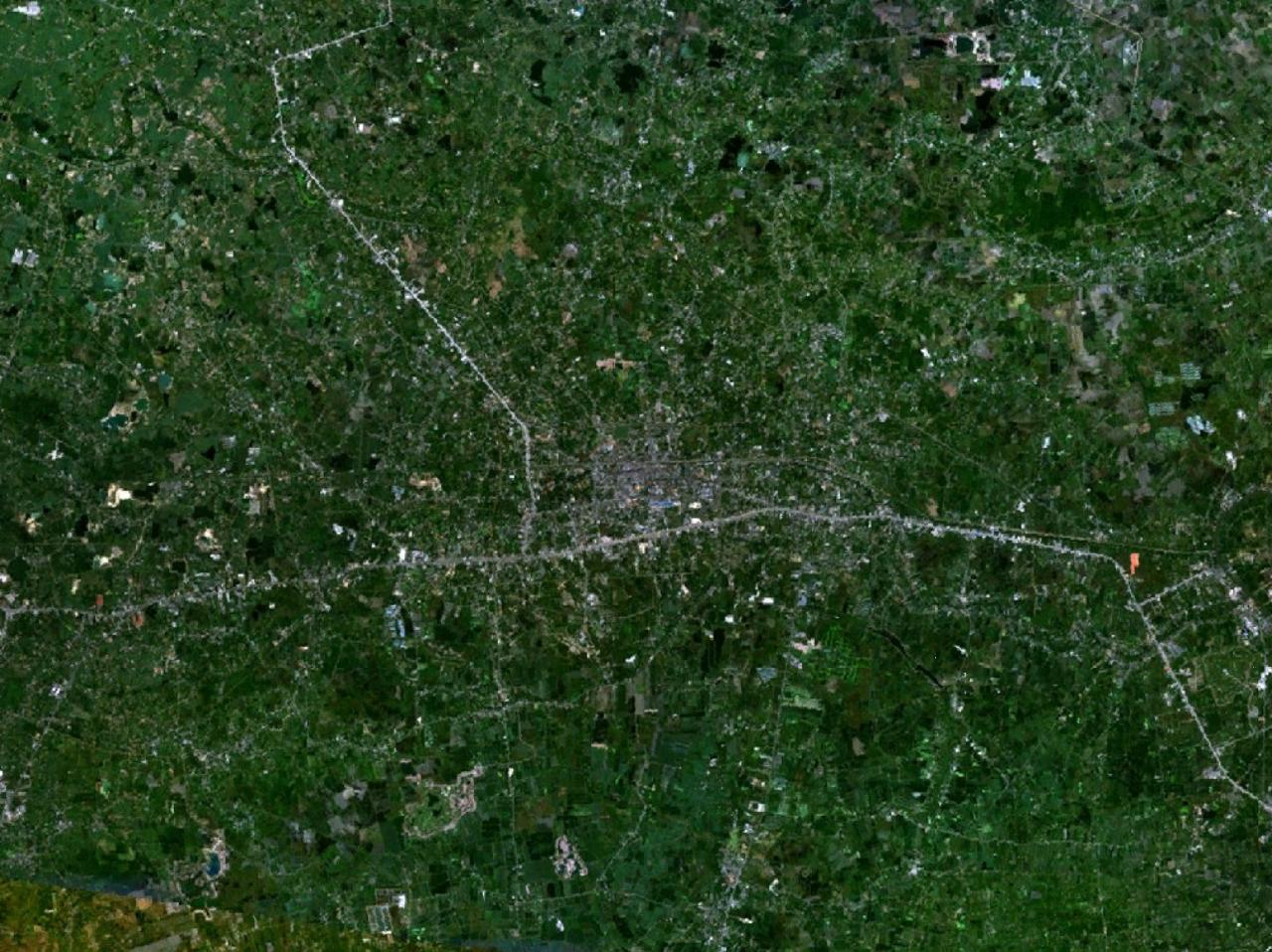
Satellietfoto van Nakhon Pathom en omgeving